# Nina Frolova
Nina Frolova (rus: Нина Николаевна Фролова)  (Novossibirsk, 11 d'octubre de 1948) és una ex-remadora que va competir sota bandera soviètica durant les dècades de 1970 i 1980.
El 1980 va prendre part en els Jocs Olímpics de Moscou, on guanyà la medalla de plata en la competició del vuit amb timoner del programa de rem. En el seu palmarès també destaquen quatre medalles d'or i dues de plata al Campionat del món de rem i tres d'or al Campionat d'Europa de rem.